# 河野恒吉
河野 恒吉（こうの つねきち、1874年（明治7年）3月28日 - 1954年（昭和29年）5月19日）は、日本の陸軍軍人。最終階級は陸軍少将。

## 経歴
山口県出身。河野房祐の二男として生れる。成城学校（現成城中学校・高等学校）、陸軍幼年学校を経て、1896年（明治29年）5月、陸軍士官学校（7期）を卒業、翌年1月騎兵少尉に任官し騎兵第3連隊付となる。1902年（明治35年）11月、陸軍大学校（16期）を卒業。同月、騎兵大尉に昇進し騎兵第3連隊中隊長に就任。1903年（明治36年）11月、陸軍騎兵実施学校教官に転じ、1904年（明治37年）4月から1906年（明治39年）1月まで日露戦争に出征。この間、第2軍参謀を務めた。
1906年（明治39年）2月、参謀本部員（戦史）となり、1907年（明治40年）12月、騎兵少佐に昇進。1912年（明治45年）1月、朝鮮総督府付武官に就任し、同年6月、騎兵中佐に進んだ。1915年（大正4年）1月、騎兵第12連隊長に転じ、1917年（大正6年）8月、騎兵大佐に進み騎兵第1連隊付となる。同年9月から1919年（大正8年）9月まで欧州に戦線視察のため出張。1919年7月、騎兵第16連隊長に発令され、1921年（大正10年）7月、陸軍少将に進級し待命となる。同年11月、予備役に編入された。
その後、大阪朝日新聞の軍事記者を務めた。1947年（昭和22年）11月28日、公職追放仮指定を受けた。

## 栄典
位階
- 1917年（大正6年）8月30日 - 従五位[6]

勲章等
- 1906年（明治39年）4月1日 - 勲五等双光旭日章・功四級金鵄勲章・明治三十七八年従軍記章[7]
- 1940年（昭和15年）8月15日 - 紀元二千六百年祝典記念章[8]

## 著作
- 『陸海軍は党せず : 附・青少年訓練』更新社、1925年。
- 『戦はずして勝つ』新光閣、1934年。
- 『国史の最黒点』前編・後編、時事通信社、1963年。

## 親族
- 義父 滋野清彦（陸軍中将）[1]